# Contea di Hancock (Indiana)
La contea di Hancock (in inglese Hancock County) è una contea dello Stato dell'Indiana, negli Stati Uniti. La popolazione al censimento del 2000 era di 55 391 abitanti. Il capoluogo di contea è Greenfield.

## Geografia fisica

### Territorio
Secondo il censimento del 2010, la contea ha una superficie totale di 795,2 km², di cui 792,6 km² sono terreno e 2,6 km² sono acqua.

#### Contee confinanti
La contea di Hancok confina con le seguenti contee:
- Contea di Madison a nord;
- Contea di Henry a est;
- Contea di Rush a sudest;
- Contea di Shelby a sud;
- Contea di Marion a ovest;
- Contea di Hamilton a nordovest.

### Clima
Negli ultimi anni, le temperature medie a Greenfield sono passate da un minimo di -8 °C a gennaio ad un massimo di 29 °C a luglio, sebbene il minimo storico di -34 °C è stato registrato nel gennaio 1985 e un livello record di 39 °C è stato registrato nel giugno 1988. La media mensile delle precipitazioni variava da 60 mm in febbraio a 123 mm in luglio.

## Storia
La contea di Hancock fu creata ufficialmente il 1º marzo 1828. Prese il nome da John Hancock, presidente del Congresso continentale, uno dei firmatari della Dichiarazione di Indipendenza.

## Geografia antropica

### Suddivisioni amministrative

#### Città e paesi
- Cumberland
- Fortville
- Greenfield
- Maxwell
- McCordsville
- New Palestine
- Shirley
- Spring Lake
- Wilkinson

#### Township
- Blue River
- Brandywine
- Brown
- Buck Creek
- Center
- Green
- Jackson
- Sugar Creek
- Vernon

## Infrastrutture e trasporti

### Strade
- Interstate 70

#### Strade interstatali
- U.S. Route 36
- U.S. Route 40
- U.S. Route 52

#### Strade statali
- State Road 9
- State Road 13
- State Road 67
- State Road 109
- State Road 234
- State Road 238

### Aeroporti
- KMQJ - Aeroporto regionale di Indianapolis